# Округ Галатин (Илиноис)
Округ Галатин (енгл. Gallatin County) је округ у америчкој савезној држави Илиноис.

## Демографија
По попису из 2010. године број становника је 5.589, што је 856 (-13,3%) становника мање 2000. године.
| Група             | 2000.         | 2010.         |
| Белци             | 6.308 (97,9%) | 5.427 (97,1%) |
| Афроамериканци    | 17 (0,3%)     | 12 (0,2%)     |
| Азијати           | 4 (0,1%)      | 5 (0,1%)      |
| Хиспаноамериканци | 56 (0,9%)     | 66 (1,2%)     |
| Укупно            | 6.445         | 5.589         |